# فرودگاه دابرا
فرودگاه دابرا (به انگلیسی: Dabra Airport) یک فرودگاه با کد یاتا DRH است . این فرودگاه در کشور اندونزی قرار دارد .